# GP Ezio del Rosso
GP Ezio del Rosso is een Italiaanse eendagswedstrijd die wordt verreden in Montecatini Terme.

## Geschiedenis
De wedstrijd maakt deel uit van de nationale wedstrijden in Italië voor beloften en amateurs. Toch wonnen enkele roemrijke namen deze koers, zoals Francesco Moser die later wereldkampioen geworden is.

## Overzicht winnaars

### Meervoudige winnaars
| Overwinningen | Renner       | Land   | Jaren      |
| ------------- | ------------ | ------ | ---------- |
| 2             | Luca Paolini | Italië | 1998, 1999 |

### Overwinningen per land
| Overwinningen | Land                                                         |
| ------------- | ------------------------------------------------------------ |
| 62            | Italië                                                       |
| 2             | Rusland, Denemarken                                          |
| 1             | Verenigd Koninkrijk, Wit-Rusland, Australië, Brazilië, Polen |